# 2011년 캐나다 연방 선거
2011년 캐나다 연방 선거 또는 제41대 캐나다 총선은 캐나다 제41대 의회의 하원 의원을 뽑기 위해 2011년 5월 2일 월요일에 열린 선거이다.
2011년 3월 26일, 캐나다 총리 스티븐 하퍼는 하원 의회에서 야3당이 보수당의 예산안을 부결하고 내각 불신임을 선언하여 총독인 데이비드 로이드 존스턴에게 의회를 해산할 것을 요청하고 선거를 시행할 것을 요청하였다.
캐나다 보수당 정권은 재선에 성공하였으며 총 308석 가운데 과반수인 167석을 확보하여 2015년까지 계속 국정을 이끌 수 있게 되었다. 자유당은 역대 최소 의석을 확보하였으며 이에 따라 마이클 이그나티에프는 그에 따른 책임을 지고 총리 직을 사퇴하였다. 퀘벡 블록 역시 1993년 창당 이후 역대 최소 의석을 얻게 되었으며 하원 조직법에 따라 12석도 얻지 못하게 되어 정당 사상 처음으로 의회 공식 당 지위를 잃게 되었다. 신민주당은 역대 최다 의석을 확보하였으며, 처음으로 제1야당으로 자리를 잡게 되었다. 그외 녹색당도 처음으로 브리티시컬럼비아주의 새니치-걸프아일랜즈 (Sanich-Gulf Islands) 지역구에서 첫 하원의원을 배출하게 되었다.

## 배경
2008년 캐나다 연방 선거 이후 스티븐 하퍼가 이끄는 보수당의 여소야대 정부가 계속됨에 따라, 내각 불신임에 따라 정권이 바뀔 수 있는 상황이 언제든지 일어날 수 있는 불안정한 상태가 계속되었다. 2008년 총선 이후로 구성된 40대 의회는 두 번의 정회로 논란을 빚기도 하였는데, 첫 번째는 2008년 12월에 야당이 연정하여 여당을 누르려고 하자 여당인 보수당에서 선포한 정회로, 이후 2009년 10월, 마이클 이그나티에프가 이끄는 자유당이 보수당 정부에 내각 신임을 하여 또다른 선거를 면하게 되었다. 2010년 1월 23일, 보수당이 두 번째로 정회를 선포한 이후 캐나다 및 전세계 등지에서 약 2만 1천 명의 시위대가 하원 정회에 대해 시위를 벌였다.
2011년, 캐나다 선거관리위원회는 보수당을 상대로 5년 전 선거법 위반 혐의에 대해 검찰에 고발하였다. 한편 퀘벡 블록 당은 2011년 예산안에 연방 부가가치세인 GST와 주 부가가치세인 PST를 통합하는 것에 대해 퀘벡 정부에 20억 달러를 보상해줄 것과 퀘벡에 NHL 하키 경기장을 설치하는 데 지원을 해주지 않으면 예산안에 반대 표를 던질 것을 밝혔다. 이에 따라 보수당은 블록 당의 요구를 "갈취 행위"라는 이유로 거절하였다.
2011년 3월 9일, 캐나다 하원의장 피터 밀리켄은 검찰청장인 베브 오다와 보수당 정부가 야당에게 자세한 예산안과 경비를 공개하는 데 거절한다면 이는 의회 모독에 해당될 수 있다고 밝혔다. 하원의장의 발표 이후 자유당 대표인 마이클 이그나티에프는 보수당 정부에 대한 내각 불신임 투표를 진행할 것임을 밝혔고, 2011년 3월 25일, 하원의회는 이 불신임안을 찬성 156표, 반대 145표로 통과시켰다. 정부 내각이 의회 모독을 저지른 경우는 캐나다 및 다른 영연방 국가의 역사를 통틀어 이번이 처음이다.

## 역사
- 2008년 11월 18일: 40대 국회 처음으로 소집.
- 2011년 3월 21일: 캐나다 하원의 한 위원회는 보수당 정부가 의사 진행을 방해하고 있다고 밝힘.[10]
- 2011년 3월 22일: 2011년 연방 예산안 하원 상정. 야 3당은 예산안에 동의하지 않을거라고 밝힘.[11]
- 2011년 3월 23일: 마이클 이그나티에프 자유당 대표, 보수당의 의사 진행 방해로 내각 불신임 안건 상정. 질 뒤세프 퀘벡 블록 대표와 잭 레이턴 신민당 대표 또한 내각 불신임에 동의하였다.[12]
- 2011년 3월 25일: 자유당의 내각 불신임 건이 하원에서 156-145로 통과하고, 총리는 하원 의회에 휴정 조치를 내림.[13]
- 2011년 3월 26일: 캐나다 총독 데이비드 로이드 존스턴, 하퍼 총리와의 면담 후 40대 의회 해산 동의.[14]
- 2011년 4월 12일: 영어 대표자 토론
- 2011년 4월 13일: 프랑스어 대표자 토론
- 2011년 4월 22, 23, 25일: 부재자 투표 개시[15]
- 2011년 5월 2일: 선거일
- 2011년 5월 23일: 선거 영장 만료일[16]
- 2011년 5월 30일: 41대 국회 개회.[17]

## 대표자 토론
연방 선거에 출마하는 정당 대표의 영어와 프랑스어 토론이 각각 4월 12일과 13일에 열렸다.
3월 29일에는, 대표자 토론을 주관하는 방송사인 CBC, CTV, TVA, 글로벌 텔레비전 네트워크, 라디오-캐나다는, 하원에 의석이 있는 네 개 정당인 보수당, 자유당, 신민당과 블록 퀘벡의 대표를 토론에 초청하게 되었고, 이에 따라 녹색당은 2008년 선거 당시 6.8%의 당 지지율에도 불구하고 토론에서 제외되었다.
3월 30일에는, 스티븐 하퍼가 마이클 이그나티에프에게 일대일 토론을 제안하였다. 이그나티에프는 제안을 받아들였으나, 다른 야당의 반대와 위 토론 주관 방송사들로부터 거절당해 무산되었다.
4월 1일, 코미디언 릭 머서는 트위터로 스티븐 하퍼와 마이클 이그나티에프간 일대일 토론을 토론토 메세이 홀에서 여는 것을 제안했다. 머서는 두 대표가 토론에 응한다면 5만 달러를 자선 단체에 기부하겠다고 밝혔다. 이그나티에프는 참석에 응하였고 그의 어머니가 1992년에 알츠하이머병으로 사망하였기 때문에 5만 달러를 알츠하이머 재단에 기부할 것을 제안하였다. 그러나 하퍼는 이에 답변하지 않았다.
글로브앤메일 4월 1일자 인터뷰에서는, 트로이 립 방송컨소시엄 대표가 대표자 토론을 열기 위해 준비한 과정과 녹색당 대표 엘리자베스 메이를 토론에서 제외시킨 이유 등 여러 가지 결정에 대한 이유를 밝혔다.
4월 5일, 연방 법원은 녹색당의 대표자 토론 참석 요청을 거절하였다.
4월 10일, 프랑스어 대표자 토론 날짜가 4월 14일에 열리는 2011년 NHL 플레이오프 경기로 방송 편성에 혼란을 주는 것을 막기 위해 4월 13일로 앞당겨졌다. 또한 4월 10일에는, 엘리자베스 메이가 해밀턴의 CHCH-TV의 패널 인터뷰에 보수당, 자유당, 신민당, 퀘벡 블록 대표와 패널 인터뷰에 초청받아 참가하였다. 토론에서 뒤세프는 하퍼 정부가 낙태를 범죄로 규정하고 처벌할 것이라고 밝혔다.

### 원외정당 토론
원외정당 대표들을 위한 '다른 정당들의 토론'이 2011년 4월 23일 요크 대학교에서 열렸다. 이 토론에서는 정당 등록은 하였으나 의석을 갖지 못한 모든 원외정당의 대표를 초대하였다.
토론 참석에 응할 것으로 보이는 정당은 크리스천 헤리티지 당과 캐나다 공산당, 해적당, 코뿔소당, 리버타리안 당과 캐나다 원주민 당 등이 있다.
녹색당 대표 엘리자베스 메이는 녹색당은 다른 당과 같은 소수 정당이 아니라며 원외정당 토론 참석을 거절하였다. 마리화나 당 대표 블레어 롱리는 토론토로 가는 교통비를 마련해준다는 전제 하에 참석하겠다고 밝히기도 했다.

## 결과
2011년 캐나다 총선은 61.1%의 투표율로 2008년 총선보다 2.3% 높은 투표율을 보였다. 이번 선거에서 보수당이 전체 308석 중에서 166석으로 과반석을 차지하게 되었다. 신민주당은 퀘벡주에서 과반수의 의석을 얻게 됨에 따라 정당 사상 최다 의석을 차지하고 하원의회에서 제2당으로 발돋움하였다. 자유당은 정당 사상 최저 의석을 차지하게 되었고 당 대표인 마이클 이그나티에프는 자신의 선거구인 토론토의 이토비코-레이크쇼어 (Etobicoke-Lakeshore) 지구에서 보수당 후보인 버나드 트로티에에게 밀려 의원 자리를 넘겨주게 되었다. 한편 퀘벡 블록은 과거 퀘벡에서 대부분의 의석을 휩쓸었으나 이번 선거에서 신민주당에 밀려 4석만 확보하였고, 이에 따라 블록 당은 하원의회에서 공식 정당 지위를 잃게 되었다. 또한 퀘벡 블록 대표 질 디세프는 몬트리올의 로리에-생트마리 (Laurier—Sainte-Marie) 지구에서 신민주당 후보인 헬렌 라베르디에르에게 밀려 이후 대표직에서 사퇴하였다. 녹색당 대표 엘리자베스 메이는 하원의회에서 처음으로 당을 대표하는 의원이 되었다.

### 재개표
캐나다 선거관리위원회는 이번 선거에서 당선자가 재개표를 요청한 경우 한 차례를 포함하여 네 차례의 재개표를 실시하였다. 캐나다 선거법에 따르면 투표에서 1위와 2위 후보의 득표 수 차이가 지역구 전체에서 1천 분의 1 미만일 경우 해당 지역의 당선구 또는 후보자가 최종 결과에 상관 없이 법원에 재개표를 할 것을 요청할 수 있다고 되어있다. 이토비코 센터 (Etobicoke Centre), 몽매그니-릴렛-카무라스카-리비에르뒤루프 (Montmagny―L'Islet―Kamouraska―Rivière-du-Loup), 니피싱-티미스카밍 (Nippissing―Timiskaming) 및 위니펙 노스 (Winnipeg North) 지역구 모두 기존에 발표한 결과를 그대로 확정하였다.

## 같이 보기
- 캐나다의 정당